# Sudd
El Sudd (8°42′N 30°30′E / 8.700, 30.500) (del árabe, سد, sad, "barrera") es una vasta región pantanosa formada por el Nilo Blanco en Sudán del Sur. 
Esta región constituye la ecorregión de pradera inundada denominada pradera inundada del Sahara, definida por WWF. Forma, junto con las ecorregiones de sabana inundada del delta interior del Níger-Bani y sabana inundada del lago Chad, la región denominada sabana y praderas inundadas del Sudd y el Sahel, incluida en la lista Global 200.
La ESA ha medido en la misión Sentinel-5P  la mayor emisión de metano de forma persistente en el mundo en este área estimado en 4,5 millones de toneladas. Los microbios encontrados en los suelos y aguas de humedales son a menudo anaerobios y liberan cantidades significativas de metano como resultado de sus reacciones metabólicas.

## Descripción
En el Sudd, el agua fluye a través de múltiples canales entrelazados cuya situación cambia de año en año.
Hay tres corrientes principales en el pantano: el Bahr el-Zeraf («río de las jirafas»), el Bahr al-Ghazal («río de las gacelas») y el Bahr el-Jebel («río de las montañas»), la rama principal del río Nilo Blanco. Los primeros exploradores, en su búsqueda de las fuentes del río Nilo se encontraron con enormes dificultades para atravesar esta región.
La extensión de terreno inundado es variable; durante la estación lluviosa puede superar los 130.000 kilómetros cuadrados.

## Flora
En las aguas menos profundas crecen espesas matas de papiro. A veces, la vegetación es tan espesa que forma islas temporales.

## Fauna
Esta región pantanosa sirve de punto de descanso a muchas aves migratorias. Alberga las mayores poblaciones de antílopes de toda África, así como de varias especies de aves, como el picozapato (Balaeniceps rex). cocodrilos e hipopótamos frecuentan las zonas inundadas.

## Endemismos
El amenazado cobo del Nilo (Kobus megaceros) es endémico de esta región.

## Estado de conservación
Vulnerable. La guerra civil y la construcción del canal de Jonglei, que actúa como una barrera para la fauna, son las principales amenazas.

### El canal de Jonglei
Debido a la gran extensión de los pantanos y al clima cálido, la mayor parte del agua procedente de los afluentes occidentales (el sistema del Bahr el Ghazal) se pierde por evaporación. A principios del siglo XX se propuso construir un canal para evitar los pantanos por el este y aprovechar esa agua.
El gobierno de Sudán —país al que pertenecía en aquel entonces— comenzó a estudiar el proyecto del canal de Jonglei en 1946. Entre 1954 y 1959 se desarrolló el proyecto, pero la construcción no comenzó hasta 1978, con muchos obstáculos debido a la inestabilidad política en Sudán; cuando, en 1984, el Ejército de Liberación del Pueblo de Sudán detuvo las obras, ya se habían excavado 240 kilómetros de un total de 360.
Se ha estimado que el canal puede conducir 4800 millones de metros cúbicos de agua al año, pero los complejos aspectos sociales y medioambientales pueden reducir en la práctica el alcance del proyecto.

## Protección
Hay tres reservas de caza en la región: la isla de Zeraf, Shambe y Mongalla. Dos parques nacionales, Boma y Badingilo, tienen parte de su territorio en esta región. Pero debido a la guerra civil, la protección que ofrecen es nula.